# 山路秀男
山路 秀男（やまじ ひでお、1892年（明治25年）1月22日 - 1981年（昭和56年）8月30日）は、日本の陸軍軍人。最終階級は陸軍中将。

## 経歴
愛媛県松山市出身。山路一遊の息子として生れる。1913年（大正2年）5月、陸軍士官学校（25期）を卒業。同年12月、陸軍歩兵少尉に任官した。1923年（大正12年）11月、陸軍大学校（35期）を卒業。
1929年（昭和4年）3月、歩兵少佐に進級。1933年（昭和8年）12月、歩兵中佐に昇進し、1936年（昭和11年）8月、陸軍歩兵学校教官兼同校研究部部員に就任した。1937年（昭和12年）8月、歩兵大佐に進み、同年9月、戦車第3連隊長となる。1939年（昭和14年）1月、陸軍兵器本廠付（陸軍経理学校教官）に転じた。
1940年（昭和15年）8月、陸軍少将に進級し第2戦車団長に発令され満州に赴任。1942年（昭和17年）6月、教導戦車団長に転じた。1943年（昭和18年）3月、東部軍兵務部長に発令されて帰国。1944年（昭和19年）1月、陸軍中将に進み、戦車第3師団長に親補され日中戦争に出征した。北京で終戦を迎えた。その後、邦人の引揚に尽力した。
1948年（昭和23年）1月31日、公職追放仮指定を受けた。
1981年8月、急性心筋梗塞のため世田谷区梅丘の自宅で死去。